# أنطونيو رويز
أنطونيو رويز (بالإسبانية: Antonio Ruiz Cervilla)‏ هو لاعب كرة قدم ومدرب كرة قدم إسباني في مركز الوسط، ولد في 31 يوليو 1937 في مرسية في إسبانيا. شارك مع منتخب إسبانيا تحت 21 سنة لكرة القدم. أما مع النوادي، فقد لعب مع ديبورتيفو لاكورونيا وريال مدريد وريال مورسيا ونادي كاستييون ونادي مالقا.

## وصلات خارجية
- أنطونيو رويز على موقع عالم كرة القدم.نت (الإنجليزية)